# Скотт Пеллерін
Скотт Пеллерін (англ. Scott Pellerin, нар. 9 січня 1970, Шедьяк, Нью-Брансвік) — канадський хокеїст, що грав на позиції крайнього нападника.

## Ігрова кар'єра
Професійну хокейну кар'єру розпочав 1992 року.
1989 року був обраний на драфті НХЛ під 47-м загальним номером командою «Нью-Джерсі Девілс».
Протягом професійної клубної ігрової кар'єри, що тривала 13 років, захищав кольори команд «Нью-Джерсі Девілс», «Сент-Луїс Блюз», «Міннесота Вайлд», «Кароліна Гаррікейнс», «Бостон Брюїнс», «Даллас Старс» та «Фінікс Койотс».
Усього провів 536 матчі в НХЛ, включаючи 36 матчі плей-оф Кубка Стенлі.